# Amphipyra tragopogonis
Amphipyra tragopogonis är en fjärilsart som beskrevs av Carl Reutti 1898. Amphipyra tragopogonis ingår i släktet Amphipyra och familjen nattflyn. Inga underarter finns listade i Catalogue of Life.